# انفجار سجن أولينيفكا
انفجار سجن أولينيفكا في 29 يوليو 2022 وأثناء الغزو الروسي لأوكرانيا تم تدمير سجن تديره روسيا بالقرب من أولينيفكا في أوبلاست دونيتسك، مما أسفر عن مقتل 53 أسير حرب أوكراني وخلَّف 75 جريحًا. كان السجناء في الغالب جنودًا من مجمع أزوفستال آخر معقل أوكراني في حصار ماريوبول.
اتهمت كل من السلطات الأوكرانية والروسية بعضها البعض بالهجوم على السجن. قالت هيئة الأركان العامة للقوات المسلحة الأوكرانية إن الروس قصفوا السجن من أجل التستر على تعذيب وقتل أسرى حرب أوكرانيين كان يحدث هناك، وقدمت السلطات الأوكرانية ما قالت إنه اتصالات تم اعتراضها تشير إلى ذنب روسي، بينما يقترح الروس إطلاق صاروخ إم 142 هيمارس من الأراضي الأوكرانية. حتى الآن لا يوجد تأكيد مستقل لما حدث.

## التفاعلات
استأنفت وزارة الخارجية الأوكرانية أمام المحكمة الجنائية الدولية بشأن الهجوم الذي وصفته بأنه جريمة حرب روسية، وقالت روسيا إنها بدأت تحقيقها الخاص. كما دعا المسؤولون الأوكرانيون الصليب الأحمر الدولي والأمم المتحدة إلى التدخل.
ألقى جوزيب بوريل كبير مسؤولي العلاقات الخارجية في الاتحاد الأوروبي باللوم على روسيا في الهجوم ووصفه بأنه «فظاعة مروعة» و«عمل بربري». في اليوم نفسه ظهرت أدلة على جريمة الحرب الروسية في أولينيفكا في شكل مقطع فيديو لجنود روس يرتكبون «فظائعًا شنيعة» ضد أسير حرب أوكراني، والتي بدأ نشرها على وسائل التواصل الاجتماعي الموالية لروسيا.